# Solnečnogorskij rajon
Il Solnečnogorskij rajon (in russo Солнечногорский район?) era un rajon dell'Oblast' di Mosca, nella Russia europea; il capoluogo era Solnečnogorsk. Istituito nel 1929, ricopriva una superficie di 1.149 chilometri quadrati e nel 2019 ospitava una popolazione di circa 124.000 abitanti.